# National Human Genome Research Institute
Das National Human Genome Research Institute (NHGRI) ist eine Abteilung der National Institutes of Health (NIH) und befindet sich in Bethesda (Maryland). Das NIH gehört zum US-Ministerium für Gesundheitspflege und Soziale Dienste und ist die wichtigste Behörde für biomedizinische Forschung der USA.

## Entstehung
Das NHGRI hatte ursprünglich die Bezeichnung National Center for Human Genome Research (NCHGR), das 1989 gegründet wurde, um das NIH im Human Genome Project (HGP) zu repräsentieren. Das HGP war zusammen mit dem United States Department of Energy (DOE) entwickelt worden, um das gesamte menschliche Genom zu sequenzieren und zu kartieren; es begann offiziell im Jahr 1990.
1993 erweiterte das NCHGR seinen Aufgabenbereich mit der Gründung der Division of Intramural Research (DIR). Aufgabe der DIR war es, neue Methoden und Erkenntnisse der Genomtechnologie auf das Studium von bestimmten Krankheiten anzuwenden. 1996 erfolgte die Gründung des Center for Inherited Disease Research (CIDR) zur Erforschung der genetischen Ursachen von komplexen Krankheiten; finanziell wurde das CIDR von acht NIH-Instituten unterstützt.

## Umbenennung und Eigenständigkeit
1997 benannte das United States Department of Health and Human Services das NCHGR in National Human Genome Research Institute um und machte es dadurch offiziell zu einem der 27 eigenständigen Forschungsinstitute, aus denen das NIH besteht.
Seit der Beendigung der Sequenzierung des Humangenoms im April 2003 führt das NHGRI weitere eigene und auch Kooperationsprojekte zur Genetik durch und stellt die Resultate dieser Studien in Datenbanken weltweit abrufbar bereit.

## Wichtige Daten
- 1. Oktober 1988 – Das Office for Human Genome Research (Abteilung für die Erforschung des Humangenoms) wird innerhalb des Office of the Director, National Institutes of Health (NIH) gegründet. Das NIH und das DOE unterzeichnen ein Memorandum of Understanding (Absichtserklärung) zur „koordinierten Forschung und technischen Tätigkeit in Bezug auf das menschliche Genom“.
- 11. April 1996 – Die DNA-Sequenzierung des menschlichen Genoms begann mit Pilotstudien an sechs Universitäten in den Vereinigten Staaten.
- März 1999 – Offizieller Beginn der Sequenzierung des menschlichen Genoms
- 4. Mai 2007 – Das National Human Genome Research Institute und das National Cancer Institute (NCI) begannen eine Kooperation mit der Group Health Cooperative in Seattle und dem Henry Ford Health System in Detroit, um die Multiplex-Initiative zu starten,[2] eine Studie zum Interessensniveau von gesunden, jungen Erwachsenen bezüglich Gentests für acht häufig gefundene Erkrankungen.
- 28. Mai 2008 – Nach 15 Jahren Tätigkeit als Direktor für das NHGRI trat Francis S. Collins zurück.[3] Alan Edward Guttmacher wurde als kommissarischer Leiter benannt, während ein neuer Direktor gesucht wurde.
- 17. November 2009 – Eric D. Green wurde zum Direktor des National Human Genome Research Institute ernannt.[4]
- 2012 – Das Programm „The History of Genomics“ wird innerhalb des Büros des Direktors von Eric D. Green gegründet.[5]
- 2013 – Zusammen mit dem Eunice Kennedy Shriver National Institute of Child Health and Human Development gibt das NHGRI die Vergebung von Preisen für Pilotprojekte, welche den Einsatz der Genomsequenzierung in der Gesundheitsversorgung von Neugeborenen untersuchen sollen, bekannt.[5]
- 2014 – Wissenschaftler stellen bei der Untersuchung von den Genomen von Menschen, Fliegen und Würmern fest, das diese Arten eine gemeinsame Biologie haben. Die Ergebnisse, welche in der Fachzeitschrift Natura veröffentlicht worden, bietet Einblicke in die Embryonalentwicklung, die Genregulation und andere biologische Prozesse, welche wichtig für das Verständnis der menschlichen Biologie und von Krankheiten sind.[5]
- 2015 – 25 Jahrestag des Beginns des Humangenomprojekt.[5]
- 2016 – Das NHGRI vergibt rund 11,1 Millionen US-Dollar zur Unterstützung von Forschungsarbeiten, die darauf abzielen, Unterschiede – sogenannte genetische Varianten – in den weniger untersuchten Regionen des Genoms zu identifizieren, die für die Regulierung der Genaktivität verantwortlich sind.[5]
- 2017 – Das NHGRI feiert sein 20-jähriges Bestehen als NIH-Institut, was den Meilenstein heutigen Status als vollwertiges NIH-Institut unterstreicht.[5]
- 2018 – Das NHGRI leitet, um wissenschaftliche und medizinische Durchbrüche zu beschleunigen, eine neue Runde der strategischen Planung ein, die eine Vision für die Genomforschung bis zum Jahr 2020 entwickeln soll.[5]